# Uppsala 86ers
Gli Uppsala 86ers sono una squadra di football americano di Uppsala, in Svezia; fondati nel 1986, hanno vinto 2 titoli nazionali.

## Dettaglio stagioni

### Amichevoli
| Stagione | Vin | Par | Per | Tot | PF | PS | avversaria          |
| -------- | --- | --- | --- | --- | -- | -- | ------------------- |
| 2018     | 0   | 0   | 1   | 1   | 27 | 38 | Reykjavík Einherjar |
| Totale   | 0   | 0   | 1   | 1   | 27 | 39 |                     |

### Tornei nazionali

#### Campionato

##### Superserien
| Stagione | regular season | regular season | regular season | regular season | regular season | regular season | playoff | playoff | playoff | playoff | playoff | playoff    | playoff                 |
|          | Vin            | Par            | Per            | Tot            | PF             | PS             | Vin     | Per     | Tot     | PF      | PS      | risultato  | avversaria              |
| -------- | -------------- | -------------- | -------------- | -------------- | -------------- | -------------- | ------- | ------- | ------- | ------- | ------- | ---------- | ----------------------- |
| 2015     | 7              | 0              | 3              | 10             | 341            | 141            | 0       | 1       | 1       | 0       | 43      | Semifinale | Carlstad Crusaders      |
| 2017     | 4              | 0              | 6              | 10             | 211            | 284            | 0       | 1       | 1       | 23      | 47      | Semifinale | Carlstad Crusaders      |
| 2018     | 2              | 0              | 6              | 8              | 112            | 222            | 0       | 1       | 1       | 43      | 50      | Semifinale | Carlstad Crusaders      |
| 2019     | 3              | 0              | 5              | 8              | 53             | 164            | 0       | 1       | 1       | 32      | 65      | Semifinale | Carlstad Crusaders      |
| 2020     | 0              | 0              | 6              | 6              | 34             | 171            | 0       | 1       | 1       | 6       | 41      | Semifinale | Stockholm Mean Machines |
| 2021     | 0              | 0              | 3              | 3              | 0              | 145            | -       | -       | -       | -       | -       | -          | -                       |
| Totale   | 16             | 0              | 29             | 45             | 751            | 1327           | 0       | 5       | 5       | 104     | 246     |            |                         |

Fonti: Enciclopedia del Football - A cura di Roberto Mezzetti

##### Division 1 för herrar
| Stagione | regular season | regular season | regular season | regular season | regular season | regular season | playoff | playoff | playoff | playoff | playoff | playoff   | playoff    |
|          | Vin            | Par            | Per            | Tot            | PF             | PS             | Vin     | Per     | Tot     | PF      | PS      | risultato | avversaria |
| -------- | -------------- | -------------- | -------------- | -------------- | -------------- | -------------- | ------- | ------- | ------- | ------- | ------- | --------- | ---------- |
| 2022     | 2              | 0              | 6              | 8              | 42             | 224            | -       | -       | -       | -       | -       | -         | -          |
| Totale   | 2              | 0              | 6              | 8              | 42             | 224            | -       | -       | -       | -       | -       |           |            |

Fonti: Enciclopedia del Football - A cura di Roberto Mezzetti

### Tornei internazionali

#### IFAF Northern European Football League
| Stagione | regular season | regular season | regular season | regular season | regular season | regular season | playoff | playoff | playoff | playoff | playoff | playoff   | playoff    |
|          | Vin            | Par            | Per            | Tot            | PF             | PS             | Vin     | Per     | Tot     | PF      | PS      | risultato | avversaria |
| -------- | -------------- | -------------- | -------------- | -------------- | -------------- | -------------- | ------- | ------- | ------- | ------- | ------- | --------- | ---------- |
| 2017     | 0              | 0              | 2              | 2              | 57             | 89             | -       | -       | -       | -       | -       | -         | -          |
| Totale   | 0              | 0              | 2              | 2              | 57             | 89             | -       | -       | -       | -       | -       |           |            |

Fonti: Enciclopedia del Football - A cura di Roberto Mezzetti

### Riepilogo fasi finali disputate
| Anno            | Luogo    | Evento      | Fase del torneo | Incontro                                | Risultato |
| 30 agosto 2015  | Karlstad | Superserien | Semifinale      | Carlstad Crusaders - Uppsala 86ers      | 43 - 0    |
| 1º luglio 2017  | Karlstad | Superserien | Semifinale      | Carlstad Crusaders - Uppsala 86ers      | 47 - 23   |
| 30 giugno 2018  |          | Superserien | Semifinale      | Carlstad Crusaders - Uppsala 86ers      | 50 - 43   |
| 29 giugno 2019  | Karlstad | Superserien | Semifinale      | Carlstad Crusaders - Uppsala 86ers      | 65 - 32   |
| 10 ottobre 2020 |          | Superserien | Semifinale      | Stockholm Mean Machines - Uppsala 86ers | 41 - 6    |

## Palmarès
- 2 SM-final (1991, 1992)
- 2 Campionati svedesi di flag football (2015, 2016)
- 2 Campionati svedesi di secondo livello (1999[1], 2011[1])
- 2 Dukes Tourney Under-19 (2008[2], 2009[3])
- 1 Dukes Tourney Under-17 (2009)
- 1 Dukes Tourney Under-16 (2006[2])
- 1 Dukes Tourney Under-15 (2016)